# Легка промисловість України
Легка промисловість — багатогалузевий комплекс економіки, здатний виробляти широкий спектр товарів споживання, серед яких тканини усіх видів, швейний та трикотажний одяг, взуття, шкіргалантерея і шкіряні товари, фурнітура, фарфоровий посуд та іграшки. Водночас вона пов'язана з багатьма суміжними галузями та обслуговує весь економічний комплекс країни: від космосу з високими технологіями до сільського господарства. Підприємства легкої промисловості виробляють товари виробничого призначення — корд, канати, штучну шкіру тощо.
Сировиною для галузі є натуральні, штучні та синтетичні волокна. Вона переробляє як власну (льон, шкіра, хутро, хімічні волокна, вовна), так і імпортовану (вовна, бавовна, текстиль) сировину. Легка промисловість — одна з найстаріших промислових галузей, що має сторічні традиції, які зародилися разом з першими мануфактурами. Окремі галузі легкої промисловості розвинулися із художніх промислів.

## Загальна характеристика
У легкій промисловості працюють переважно жінки.
У другу неділю червня в Україні відзначається День працівників легкої промисловості.

### Статистика
З 1990 до 2000 року виробничі обсяги легкої промисловості України скоротилися на 68 %. У період 1990—2006 років. частка легкої промисловості у загальному обсязі промислового виробництва скоротилася з 10,8 % до 1,2 %. За даними на 2006 рік експорт текстилю та виробів із текстилю становив 915,3 млн дол. США (2,4 % загального обсягу), імпорт — 1365,5 (3 % загального обсягу). Лідери з виробництва товарів легкої промисловості на душу населення на 2001 рік — Житомирська, Закарпатська, Івано-Франківська, Сумська та Чернігівська області, де виробництво становило понад 60 грн/чол.; а в Донецькій, Кіровоградській, Одеській, Рівненській, Хмельницькій області виробництво становило менш як 15 грн/чол.
Виробництво товарів легкої промисловості (на 2006 р.):
- тканини лляні — 43 млн м²;
- тканини бавовняні — 2 млн м²;
- тканини вовняні — 9 млн м²;
- трикотажні вироби — 31 млн штук;
- панчішно-шкарпеткові вироби — 54 млн пар;
- килими та килимові вироби — 6,2 млн м².

За 2008 рік підприємства, які виробляють одяг, скоротили виробництво на 7,9 %. Основною причиною скорочення обсягів легпрому є нерівні умови для українських учасників ринку та імпортерів. Обсяги виробництва на підприємствах легкої промисловості у 2008 році скоротилися на 3,4 %, переважно виробництво одягу; невелике зростання спостерігала лише взуттєва промисловість. За даними Державного комітету статистики, на 22—41 % знизилося виробництво піджаків, спідниць, штанів та плащів, на 9 % знизилося виробництво чоловічих костюмів. Імпорт одягу в січні — листопаді 2008 року, навпаки, зріс більш ніж на 110 % порівняно з 2007 роком. Імпорт із розвинених країн в Україну мінімальний: наприклад із Франції, за офіційними даними, за 11 місяців 2008 року привезено близько 668 трикотажних жіночих кофт та футболок, з Данії — 148 одиниць (загалом у країну ввезено 1 млн 643 тисячі 336 таких виробів). Переважна більшість продукції приходить із країн Азії.

## Галузі
- Текстильна — 1-ше місце з виробництва;
- Швейна — 2-ге місце з виробництва;
- Взуттєва — 3-тє місце з виробництва;
- Шкіряна — 4-те місце з виробництва;
- Хутряна — 5-те місце з виробництва.

## Географія
Найбільші центри галузей (залежно від чисельності зайнятих):
- Текстильна — майже всі обласні центри;
  - бавовняна — Херсон, Тернопіль, Донецьк, Нікополь, Нововолинськ;
  - лляна — Рівне та Житомир;
  - вовняна — Чернігів, Суми, Глухів, Богуслав, Лубни;
  - шовкова — Черкаси, Луцьк, Київ, Лисичанськ;
  - трикотажна — Харків, Львів, Чернівці, Луганськ, Миколаїв.
- Швейна — Київ, Дніпро, Вінниця, Львів, Харків.
- Шкіряна — Бердичів, Львів, Київ, Васильків, Вознесенськ.
- Хутряна — Харків, Балта, Жмеринка, Берестин, Тисмениця.
- Взуттєва — Київ, Харків, Львів, Дніпро, Луганськ, Житомир, Кривий Ріг.